# Never Mind the Bollocks, Here's the Sex Pistols
Never Mind the Bollocks, Here's the Sex Pistols je debutové a jediné studiové album britské punk rockové kapely Sex Pistols vydané 28. října 1977 pod Virgin Records. Album ovlivnilo mnoho kapel, hudebníků a hudební průmysl obecně. Zejména surová energie alba a výsměch Johnnyho Rottena a „napůl-zpěv“ jsou často považovány za zásadní, které „změnily pravidla hry“. Často uváděno jako nejvlivnější punkové album a jedno z nejdůležitějších alb vůbec.
V době vydání byli Sex Pistols kontroverzní skupinou, vulgárně vystupovali živě v televizi, byly vyhozeni od dvou nahrávacích společností a bylo jim zakázáno hrát živě v některých částech Británie. Název alba k této kontroverzi přispěl a někteří lidé považovali slovo „bollocks“ za urážlivé. Mnoho hudebních obchodů ho odmítlo prodávat a některé žebříčky odmítly uvádět jeho název, místo toho zobrazovaly jen prázdné místo.
Částečně díky své nechvalné známosti a navzdory mnoha zákazům prodeje u hlavních prodejců se album umístilo na prvních místech v britských hitparádách. Několik týdnů od vydání dosáhlo předběžného prodeje 125 000 kopií a 17. listopadu získalo zlato. Nejprodávanějším zůstalo více než rok a v top 25 strávilo 60 týdnů. RIAA album certifikovala platinou a několikrát bylo znovuvydáno, nejnovější vydání pochází z roku 2017.
V roce 1987 ho časopis Rolling Stone označil za druhé nejlepší za posledních 20 let, před ním bylo pouze Sgt. Pepper's Lonely Hearts Club Band od Beatles. Stejný časopis jej v roce 2003 umístil na 41. místo v seznamu 500 nejlepších alb všech dob a pozici si udrželo i v aktualizovaném seznamu z roku 2012. V roce 2006 jej časopis Time vybral jako jedno ze 100 nejlepších alb vůbec.

## Seznam skladeb
Autorem textů je Johnny Rotten, pokud není uvedeno jinak.
1. "Holidays in the Sun" - 3:22
2. "Bodies" - 3:03
3. "No Feelings" - 2:51
4. "Liar" - 2:41
5. "Problems" - 4:11
6. "God Save the Queen" - 3:20
7. "Seventeen" - 2:02 (Steve Jones)
8. "Anarchy in the U.K." - 3:32
9. "Submission" - 4:12
10. "Pretty Vacant" - 3:18 (Glen Matlock)
11. "New York" - 3:07
12. "EMI" - 3:10

## Sestava
- Johnny Rotten (John Joseph Lydon) - zpěv
- Steve Jones - kytara, baskytara, doprovodný zpěv
- Paul Cook - bicí
- Glen Matlock - baskytara a doprovodný zpěv (Anarchy in the UK)
- Sid Vicious (John Simon Ritchie) - baskytara (Bodies)